# Миффлин, Томас
Томас Миффлин (англ. Thomas Mifflin; 10 января 1744 — 20 января 1800) — американский политический деятель. Один из подписавших Конституцию США.
Квакер из Пенсильвании, сын состоятельного торговца и политика. Учился в Филадельфии, но до окончания колледжа занялся бизнесом. Принимал участие в политике, наборе войска и сам служил в Континентальной армии (был исключен за это из квакерской церкви).
Избирался в конгресс штата и Континентального конгресса. Посещал заседания Филадельфийского конвента, но не брал слова. Затем вновь избирался в конгресс Пенсильвании, 10 лет был губернатором штата (1790—1799).

### Статьи
- Kenneth R. Rossman. THOMAS MIFFLIN-REVOLUTIONARY PATRIOT (англ.) // A Journal of Mid-Atlantic Studies. — Penn State University Press, 1948. — Vol. 15, iss. 1. — P. 9-23.